# Hugo: Runamukka
Hugo: Runamukka è un videogioco d'azione spin-off della serie di Hugo, di cui è il trentaseiesimo titolo in ordine di produzione. Venne sviluppato e pubblicato da ITE Media nel 2004 per Microsoft Windows.

## Trama
Il troll Hugo intraprende un viaggio durante il quale naviga verso un'isola misteriosa e scopre presto che è abitata dalla tribù Kawa, che, dopo aver visto le sue corna, lo nominano re. A Hugo piaceva, ma si stancò presto. Quando cercò di ringraziarli per l'ospitalità, non lo lasciarono andare. Quando si fece buio, Hugo decise di scappare da lì.

## Modalità di gioco
Hugo: Runamukka è articolato in tre livelli da cinque stage ciascuno, strutturati in enormi labirinti da una visuale sopraelevata. Il giocatore prende il controllo di Hugo, il quale avrà a disposizione 12 minuti di tempo per raggiungere l'uscita ma prima deve trovare e acquisire tre oggetti, ovvero la dinamite, un detonatore e un filo, che servono per far saltare in aria il cancello. Il compito non sarà facile, perché i Kawa sono in agguato ovunque, ma Hugo potrà usare tre tipi di armi per metterli temporaneamente fuori gioco. Le armi in questione sono i dardi, gli elisir magici e la frusta; le prime due hanno munizioni limitate, rifornibili raccogliendo le loro icone lungo il cammino. Nel caso Hugo viene ferito può ripristinare la sua salute prendendo un'icona con la croce rossa. La sessione finisce quando il giocatore esaurisce le sue uniche tre vite.

## Accoglienza
Ci sono solo tre recensioni presenti sul Web riguardo a Hugo: Runamukka. Click! gli assegna negativamente un 2+, constatando che un gioco di questa qualità avrebbe potuto essere realizzato nel 1994. Il sito Gry-Online diede un 2.0, sottolineando che gli adulti non si degnerebbero di guardare un titolo come questo rivolto ai più piccoli. Senza dare alcun voto, Počítač Pro Každého arriva alla conclusione che è facile da giocare e potrebbe risultare interessante per alcuni bambini.